# Потоцкий, Кшиштоф
Кшиштоф Потоцкий (ок. 1600—1675) — государственный деятель Великого княжества Литовского, чашник великий литовский (1645—1646), подстолий великий литовский (1646—1653), стольник великий литовский (1653—1658), кравчий великий литовский (1658—1661), подчаший великий литовский (1661—1675), маршалок Литовского Трибунала (1662, 1673).

## Биография
Представитель польского магнатского рода Потоцких герба «Пилява». Старший сын каштеляна каменецкого Анджея Потоцкого (ок. 1552—1609) от второго брака с Катариной Бучацкой-Творовской.
Происходил из рода Потоцких, которые, в основном, занимали государственные должности в Польском королевстве. Через брак с Еленой Волович получил во владение местечки Сидра в Гродненском повете, города Головчин и Новый Быхов, село Тайманов в Оршанском повете. Ему принадлежала деревня Здзитавец в Берестейском воеводстве.
В 1645 году Кшиштоф Потоцкий получил должность чашника ВКЛ, в следующем 1646 году стал подстолием великим литовским. В 1653 году был назначен стольником ВКЛ, в 1658 году его назначили кравчим великим литовским, в 1661 года стал подчашим ВКЛ. В 1662 и 1673 годах дважды избирался маршалком Трибунала Великого княжества Литовского. Также его избирали послом на сеймы.
Кшиштоф Потоцкий участвовал в подавлении казацкого восстания на Украине и в Белоруссии, в 1649 года принял участие в битве под Лоевом. Участник военных кампаний 1654—1655 годов во время русско-польской войны (1654—1667). Был связан с Янушем и Богуславом Радзивиллами, но отказался подписывать Кейданскую унию со Швецией.
Исповедовал кальвинизм.

## Семья
Около 1643 года женился на Елене Волович (ум. 1649), дочери чашника великого литовского Петра Воловича (ум. 1624) и Барбары Сапеги, вдове чашника ВКЛ князя Яна Головчинского. Вторично женился на Анне Дунин-Раецкой (ум. после 1670), вдове Александра Халецкого и Гедеона Михаила Тризны. В двух браках не имел потомства.